# Ensiculus cultellus
Ensiculus cultellus is een tweekleppigensoort uit de familie Pharidae. De wetenschappelijke naam werd gepubliceerd in 1758 door Carl Linnaeus in de tiende editie van Systema naturae.